# Yongle Gong

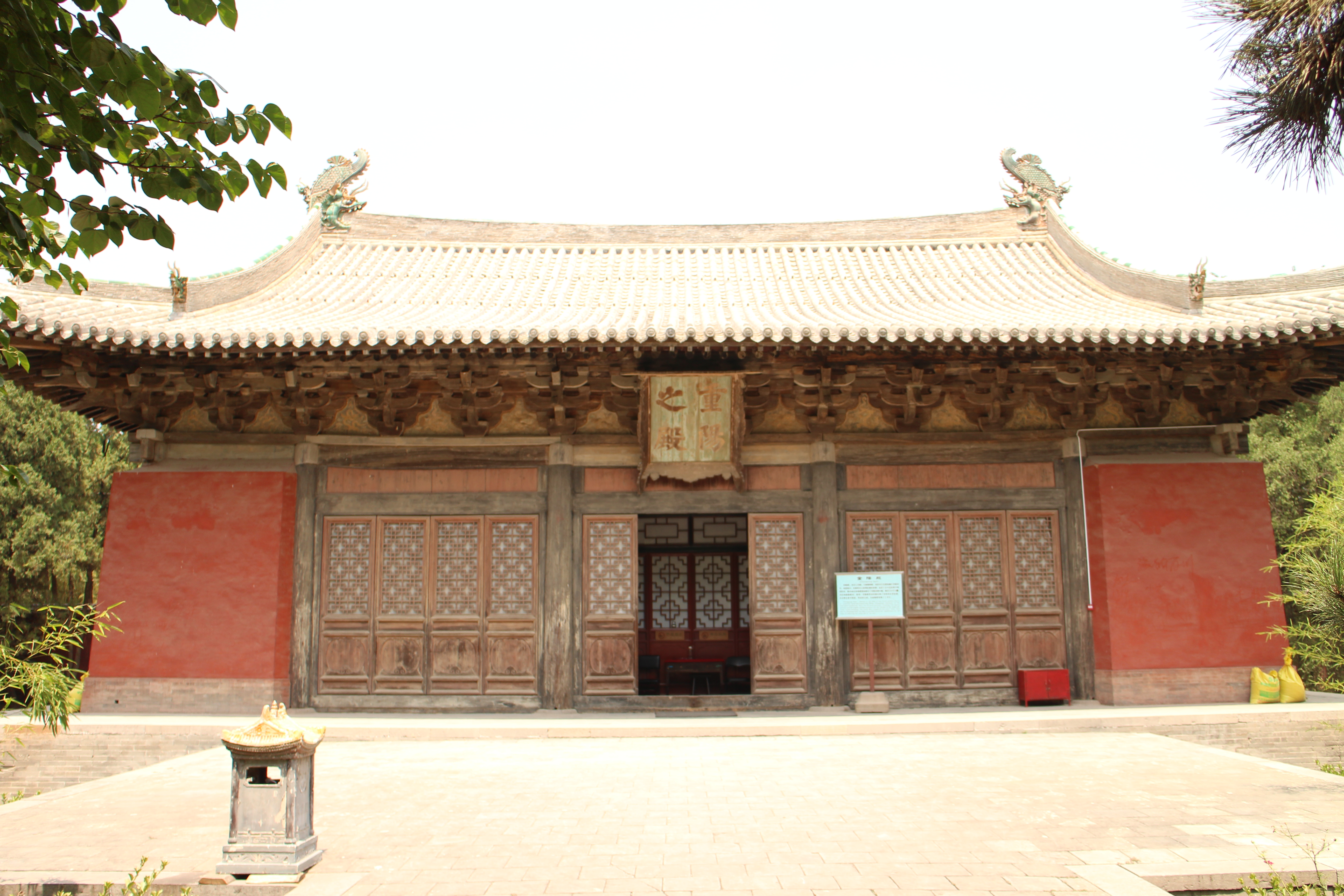
Yongle Gong

Der Yongle Gong (chinesisch 永樂宮 / 永乐宫, Pinyin Yǒnglè Gōng, englisch Yongle Temple / Palace of Eternal Joy / Eternal Happiness Temple) ist ein daoistischer Tempel aus der Yuan-Dynastie (1279–1368) im Kreis Ruicheng in der chinesischen Provinz Shanxi. Er ist berühmt für seine Wandgemälde. Der Tempel ist Lü Dongbin gewidmet.
Der Tempel steht seit 1961 auf der Liste der Denkmäler der Volksrepublik China (1-93).